# بزرگراه میان‌ایالتی ۱۲
بزرگراه میان ایالتی ۱۲ (به انگلیسی: Interstate-12، مخفف:I-12) یکی از بزرگراه‌های میان ایالتی آمریکاست؛ که مسیر شرقی-غربی داشته و زیرمجموعه ندارد.